# 不平衡抽籤
《不平衡抽籤》（日语：くじびきアンバランス）是在漫畫《現視研》中以劇中劇登場的虛構漫畫、動畫，以及以其為基礎實際製作出來的漫畫、動畫。簡稱「不籤」（くじアン）。
二度被動畫化，在此將以劇中劇及OVA被動畫化的記為第一期，獨立的新作記為第二期。

## 概要

### 作為漫畫『現視研』內的作品
《不平衡抽籤》原本是在描述一群喜歡漫畫與動畫的大學生的社團活動的漫畫《現視研》（原作：木尾士目）中登場的虛構漫畫。
根據現視研的設定
- 在漫畫雜誌『少年マガヅン』（巷談社）上好評連載中的學園愛情喜劇漫畫
- 作者「黑木優」
- 預定動畫化，全26話（2季）
- 但中途因颱風中止一回使得最終回沒有放映（收錄在DVD中）

### 與『現視研』一起動畫化（第1期）
隨著『現視研』在2004年10月－12月間動畫化，『不籤』也以劇中劇的模式動畫化。

### 單獨漫畫化及動畫化（第2期）
在2006年春天連載結束的同時，伴隨著『現視研』的『不籤』也被認為結束了，但從2006年秋天開始單獨漫畫連載及再次動畫化。漫畫版在2006年9月25日發售的『月刊Afternoon』11月號上開始連載。作者為木尾士目，作畫為小梅京人。動畫版在2006年10月－12月期間放映。『不籤』在2006初次單獨動畫化，設定跟以往比起來有著大幅度的變更，在『現視研』8集單行本裡將此新動畫稱為「第2期」，之前的作品則被稱為「第1期」。因為第2期在『新生不籤』標題中加入了心號（♥），所以也被稱作『不平衡♥抽籤（くじびき♥アンバランス）』。

## 登場人物
本段記載兩期動畫的登場人物，兩期的設定資料與配音員不盡相同。中文翻譯以東立出版社發行的台灣中文版漫畫為準。

### 動畫第一期
榎本千尋（配音：今井由香）
秋山時乃（配音：神田朱未）
朝霧小牧（配音：田村由香里）
橘泉（配音：甲斐田裕子）
律子·邱貝爾·克坦科拉特（配音：千葉紗子）
如月香澄（配音：川澄綾子）
莉莎·韓比（配音：植田佳奈）
上石神井蓮子（配音：大谷育江）
山田薰子（配音：後藤邑子）
鈴木憲二（配音：加藤奈奈繪）
鈴木健司（配音：山口太郎）
榎本忍（配音：桃井晴子）
鏑木有也（配音：井上和彥）
アイラワティ・チャカワルティー
六原麥男（配音：鈴村健一）
朝霧小雪（配音：古山貴實子）
へるなんです
フランシスカ・リーゲンシィルム・ヘッツァー
アレックス（配音：森田成一）
食いタンの豹（配音：中田讓治）
石田（配音：中田讓治）
宇喜多（配音：野島裕史）
島（配音：川原慶久）
小早川（配音：新垣樽助）
脇坂（配音：大畑伸太郎）
小川（配音：加藤將之）
玻瑠麻緒梨（配音：渡邊明乃）
蚊緒梨（配音：門脇舞）
師緒梨（配音：鈴木菜穗子）
砂緒梨（配音：石毛佐和）

### 動畫第二期
榎本千尋（配音：瀧本富士子）
秋山時乃（配音：野中藍）
律子·邱貝爾·克坦科拉特（配音：小清水亞美）
上石神井蓮子（配音：西原久美子）
山田薰子（配音：後藤邑子）
朝霧小雪（配音：こじまかずこ）
如月香澄（配音：野上尤加奈）
莉莎·韓比（配音：高木禮子）
榎本忍（配音：笹本優子）
橘泉
朝霧小牧（配音：倉田雅世）
六原麥男（配音：淺沼晉太郎）
鏑木有也（配音：川田紳司）

## 出版書籍
小說
《くじびきアンバランス》作者：橫手 美智子 / 插畫：八雲剣豪（全3卷）
《くじびき♥アンバランス》作者：濱崎達也 / 插畫：小梅京人（全2卷）
| 卷數                  | Media Factory        | Media Factory           |
| 卷數                  | 發售日期             | ISBN                    |
| くじびきアンバランス  | くじびきアンバランス | くじびきアンバランス    |
| --------------------- | -------------------- | ----------------------- |
| 1                     | 2004年12月25日       | ISBN 978-4-84-0111-77-5 |
| 2                     | 2005年2月25日        | ISBN 978-4-84-0112-22-2 |
| 3                     | 2005年12月22日       | ISBN 978-4-84-0112-87-1 |
| くじびき♥アンバランス |                      |                         |
| 1 末吉編              | 2006年11月24日       | ISBN 978-4-84-0117-44-9 |
| 2 大吉編              | 2007年1月25日        | ISBN 978-4-84-0117-86-9 |

漫畫
| 卷數 | 講談社         | 講談社                 | 東立出版社    | 東立出版社             |
| 卷數 | 發售日期       | ISBN                   | 發售日期      | ISBN                   |
| ---- | -------------- | ---------------------- | ------------- | ---------------------- |
| 1    | 2007年4月23日  | ISBN 978-4-06-314450-5 | 2008年4月5日  | ISBN 978-986-10-1549-1 |
| 2    | 2007年12月28日 | ISBN 978-4-06-314483-3 | 2008年10月5日 | ISBN 978-986-10-1550-7 |

### 相關書籍
《くじびきアンバランス OFFICIAL FANBOOK》
- 2006年12月22日發售、ISBN 978-4-06-372242-0（講談社）

## 動畫（第二期）

### 主題曲
片頭曲
- 「あい」

作詞．作曲：アツミサオリ
編曲：後藤康二
主唱：アツミサオリ
片尾曲
- 「Harmonies*」

作詞：こだまさおり
作曲：菊谷知樹
編曲：宅見将典
主唱：秋山時乃、律子·邱貝爾·克坦科拉特（野中藍、小清水亞美）

## 外部連結
第1期
- キッズステーション内「くじびきアンバランス」紹介ページ

第2期
- 「くじびき♥アンバランス」動畫官方網站
- PS2遊戲『くじびき♥アンバランス 会長お願いすま～っしゅファイト☆』 （页面存档备份，存于）